# Tadeusz Wrzaszczyk
Tadeusz Włodzimierz Wrzaszczyk (ur. 12 września 1932 w Stradomiu, zm. 1 czerwca 2002) – polski inżynier i polityk. Minister przemysłu maszynowego (1970–1975), w latach 1975–1980 wiceprezes Rady Ministrów i przewodniczący Komisji Planowania przy Radzie Ministrów oraz zastępca członka Biura Politycznego KC PZPR, w 1980 członek Biura Politycznego KC PZPR; poseł na Sejm PRL VII i VIII kadencji.

## Życiorys
Syn Władysława i Longiny. Urodził się w Stradomiu (obecnie Częstochowa). W 1948 ukończył gimnazjum ogólnokształcące Sienkiewicza i otrzymał świadectwo małej matury, a w 1950 zdał maturę. W 1956 ukończył studia na Wydziale Inżynierii i Produkcji Politechniki Warszawskiej, w latach 1954–1956 był konstruktorem w Zakładach Radiowych w Warszawie.
Od 1956 był związany z przemysłem samochodowym i należał do Polskiej Zjednoczonej Partii Robotniczej. W latach 1962–1965 był głównym inżynierem Fabryki Samochodów Osobowych. Od 23 grudnia 1970 do 23 października 1975 był ministrem przemysłu maszynowego w rządzie Józefa Cyrankiewicza i Piotra Jaroszewicza oraz w rządzie Piotra Jaroszewicza. Następnie – do 24 sierpnia 1980 – był wicepremierem i ministrem-przewodniczącym Komisji Planowania przy Radzie Ministrów w rządach Piotra Jaroszewicza i Edwarda Babiucha oraz Edwarda Babiucha.
Od 1971 do 1980 zasiadał w Komitecie Centralnym PZPR. W latach 1975–1980 był zastępcą członka Biura Politycznego KC PZPR, a w okresie od lutego do sierpnia 1980 członkiem BP KC PZPR. W latach 1976–1980 był posłem na Sejm PRL VII i VIII kadencji, lecz złożył mandat w grudniu 1980. We wrześniu 1980 wykluczony z PZPR, w czasie stanu wojennego internowany od grudnia 1981 do listopada 1982.

## Odznaczenia
- Krzyż Komandorski Orderu Odrodzenia Polski (pozbawiony orderu w 1981)[1]
- Order Sztandaru Pracy II klasy
- Złoty Krzyż Zasługi
- Srebrny Krzyż Zasługi
- Medal 30-lecia Polski Ludowej (1974)[2]
- Złoty Medal „Za zasługi dla obronności kraju” (1973)[3]
- Złota Odznaka honorowa „Za Zasługi dla Warszawy” (1970[4], 1975[5])
- Odznaka „Zasłużony dla województwa rzeszowskiego” (1972)[6]
- Wielka Złota Odznaka Honorowa na Wstędze za Zasługi dla Republiki Austrii (Austria, 1977)[7]
- Wielki Oficer Orderu Infanta Henryka (Portugalia, 1976)[8]
- Wielki Oficer Orderu Zasługi Republiki Włoskiej (Włochy, 1974)[9]